# الرياضة في الصين

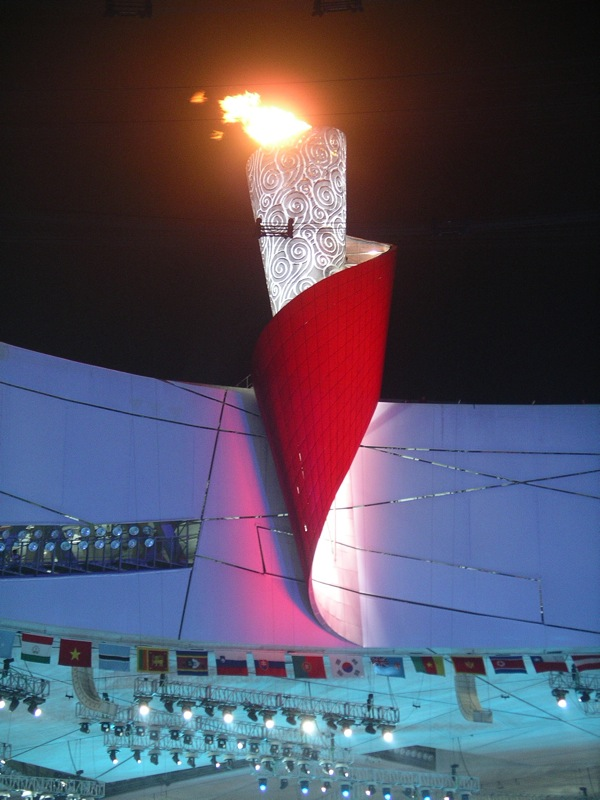

الرياضة في الصين تعتبر الصين من أنجح دول العالم في الرياضة، وعادةً ما كانت تحتل المراتب الثلاثة الأولى في دورة الألعاب الأولمبية الصيفية، كما أنها إحتلت المرتبة الأولى في دورة الألعاب الأولمبية في بكين عام 2008، وإحتلت المرتبة الثانية في دورة الألعاب الأولمبية في لندن 2012.
الرياضات الشعبية في الصين هي كرة القدم وكرة السلة وتنس الريشة وتنس الطاوله، تعتبر كرة القدم هي الرياضة الأكثر الشعبية في الصين ثم تليها كرة السلة، هناك رياضات شعبية أخرى في الصين مثل كرة الطائرة والغطس والباندي وكرة المضرب وهوكي الجليد والغو والبلياردو ، كما أن الفنون القتالية لها شعبية كبيرة وهي جزء من مهم في الثقافة مثل الكونغ فو والملاكمة.
ارتبطت الرياضة في الصين بالفنون القتالية منذ فترة طويلة. تحتوي الصين اليوم (بما في ذلك بر الصين الرئيسي وهونج كونج وماكاو) على مجموعة متنوعة من الرياضات التنافسية. تعتبر الثقافة الصينية التقليدية اللياقة البدنية سمة مهمة. يوجد في الصين حدث وطني يُسمى الألعاب الوطنية وهو حدث متعدد الرياضات بشكل مشابه للألعاب الأولمبية ولكنه خاص بالصين.
كان أكبر جمهور لحدث رياضي واحد داخل حدود بر الصين الرئيسي هو مباراة لكرة القدم في استاد تيانهي في قوانزو. تُعد كرة القدم رياضة مشهورة في الصين، إذ بلغ متوسط حضور مباريات الدوري الصيني الممتاز عام 2017 معدل 23,766 متفرجًا للمباراة الواحدة. تعتبر كرة الريشة وتنس الطاولة من الرياضات الشعبية في الصين. قبل فترة التسعينيات، مولت الحكومة الرياضة والرياضيين بالكامل. استقال كبار الرياضيين في أوج حياتهم المهنية بسبب عدم اليقين بشأن سبل عيشهم بعد التقاعد، ولكن هذا الوضع بدأ بالتغير في عام 1994 عندما بدأ الصينيون باحتراف كرة القدم، وتليها كرة السلة والكرة الطائرة وكرة الطاولة والويكي (غو). أدى هذا الاحتراف إلى التسويق ودخول المجال التجاري. يعني هذا أن الاتحادات الرياضية أصبحت كيانات رابحة وأن نظام الأندية والبطولات الرياضية الاحترافية قد تشكل بالفعل. تغطي عمليات الأندية الرياضية الآن مبيعات التذاكر والإعلانات والانتقالات بين الأندية والمباريات التجارية والبث التلفزيوني. بدأ الرياضيون الصينيون أيضًا في الانضمام إلى بطولات المحترفين في الخارج، مثل انضمام ياو مينغ لكرة السلة إلى الدوري الأميركي للمحترفين في الولايات المتحدة في درافت 2002.
حققت الصين ميداليتها الذهبية رقم 48 في أولمبياد بكين في صيف 2008. تقرر عقد هذا الحدث في الفترة بين 8 أغسطس و24 أغسطس 2008 وذلك لأن الرقم 8 هو رقم الحظ في الثقافة الصينية. استضافت الصين دورة الألعاب الأولمبية الصيفية للشباب عام 2014 واستمرت من 16 إلى 28 أغسطس. وتستضيف بكين دورة الألعاب الأولمبية الشتوية لعام 2022.

## التاريخ
يعود تاريخ سباق قارب التنين إلى حوالي 2000 عام، وظل حدثًا تقليديًا يقام في الصين كل عام. توجد أدلة تؤكد على أن لعبة تسوجو هي النموذج الأولي لكرة القدم، إذ اخترعت في الصين خلال القرنين الثاني والثالث قبل الميلاد قبل أن تنتشر في جميع أنحاء العالم من أجل تشكيل اللعبة الحديثة. من عهد أسرة سونغ الحاكمة فصاعدًا، أصبحت تاي تشي تشيوان وأنشطة فنون القتال المتمثلة بتشي كونغ شائعة في الصين.
ظهرت الرياضة الحديثة في الصين في بداية القرن العشرين تحت تأثير جمعية الشبان المسيحيين الأمريكيين إلى حد كبير بالإضافة للمصلحين الصينيين المهتمين بتبني وتكييف نماذج التربية البدنية من الولايات المتحدة وأوروبا واليابان. تشدد جمهورية الصين الشعبية على الرياضة. تمول الحكومة وتدرب الشباب الموهوبين من أجل أن يصبحوا لاعبين محترفين، بدأ هذا بشكل خاص منذ منتصف القرن العشرين. تعد لعبة كرة الطاولة (البينغ بونغ) واحدة من أكثر رياضات الهواة الترفيهية شعبية إذ يقدر عدد ممارسيها بنحو 200 مليون لاعب. تُعد كرة الريشة أيضًا لعبة راسخة وشعبية.
وفقًا للتلفزيون المركزي الصيني، جذبت لعبة الكرة الطائرة للسيدات التي حصدت الميدالية الذهبية في الألعاب الأولمبية الصيفية عام 2004 نسبة 30٪ من الأسر المالكة للتلفزيون. كانت النسبة 18٪ في مباراة الصين ضد البرازيل في كأس العالم فيفا 2002. تُعرض كرة القدم وكرة السلة أيضًا على التلفزيون بشكل واسع.
تشمل الرياضات الشعبية للهواة تنس الطاولة وكرة الريشة وفنون الدفاع عن النفس وأشكالًا مختلفة من البلياردو. قد تشتمل أيضًا على ممارسة «الهاكي ساك»، أو البينغ بونغ خلال أوقات الفراغ.

## أنواع الرياضة

### كرة القدم
كرة القدم هي الرياضة الشعبية الأولى في الصين، ويعتقد بأن الصينيين هم أول من مارس لعبة كرة القدم في حوالي سنة 50 ق م، ويعتبر أيضاً الدوري الصيني لكرة القدم من أفضل الدوريات في آسيا، على الرغم أن منتخب الصين لكرة القدم للرجال ليس من المنتخبات القوية إلا أن منتخب الصين لكرة القدم للسيدات يعتبر من أفضل منتخبات العالم وعادةً ما يحتل المراتب الأولى في كأس العالم وفي الألعاب الأولمبية، وأفضل إنجاز لمنتخب الصين في كرة القدم هو تأهله إلى نهائيات كأس العالم لكرة القدم 2002 في كوريا الجنوبية واليابان.
تُعد كرة القدم أكثر الرياضات شعبية في البلاد وواحدة من أكثر الرياضات دعمًا في الصين منذ بداية ممارستها في عام 1900. توجد أيضًا أدلة مكتوبة على أن لعبة مشابهة لكرة القدم «تسوجو» لعبت لأول مرة في الصين حوالي عام 50 قبل الميلاد. تأسس اتحاد كرة القدم الصيني الحالي (سي إف إيه) في جمهورية الصين الشعبية بعد عام 1949. يقع مقره الرئيسي في بكين، والرئيس الحالي له هو تساى تشن هوا. من عام 1994 إلى عام 2004، أنشأ الاتحاد الصيني لكرة القدم أول دوري احترافي لكرة القدم، وصُنف على أنه «جيا أ». يُعد الدوري الصيني الممتاز (سي إس إل) دوري كرة القدم الأول في الصين، والذي غُيرت تسميته من«جيا أ» في عام 2004، باعتباره قمة التسلسل الهرمي للدوري المنقسم إلى أربعة تصانيف. يعني مصطلح «جيا» باللغة الصينية «الأول أو الأفضل». منذ تأسيسه، لم يكن الدوري الممتاز مستقرًا نسبيًا، وكافح من أجل الحفاظ على شعبيته. لكن مع بداية عام 2016، أصبح متوسط حضور مباريات الدوري الصيني الممتاز هو 24,159 متفرجًا ما جعله واحدًا من أعلى دوريات كرة القدم الممتازة في جميع أنحاء العالم.
حققت كرة القدم الصينية نجاحًا بسيطًا على المستوى الدولي على الرغم من مقدار الدعم الذي حصلت عليه من المشجعين. على الرغم من تأهل المنتخب الوطني لكأس العالم فيفا 2002، لكنه لم ينجح في تسجيل هدف واحد حتى، وخسر ثلاث مباريات متتالية. في المقابل، احتل الفريق الوطني للسيدات المركز الثاني في كل من بطولة العالم ودورة الألعاب الأولمبية. على الرغم من نجاح الفريق النسائي الصيني في المسابقات الدولية، لم تحظ كرة القدم النسائية في الصين بنفس القدر من الاهتمام الذي حظت به نظيراتها في كندا والولايات المتحدة، وبالتالي فإن اتجاه الصين الجيد في كرة القدم النسائية قد ينتهي في المستقبل القريب. استضافت الصين كأس العالم للسيدات في قوانزو في عام 1991. واستضافت كأس آسيا عام 2004.
كانت كرة القدم دائمًا من بين الرياضات الجماعية التي مارسها الهواة من أجل الاستجمام في الصين. غالبًا ما تحتوي المدارس الثانوية على مرافق لكرة القدم، يُستأجر بعضها في عطلات نهاية الأسبوع من أجل تنظيم مباريات فرق الهواة المحلية. تُعد أيضًا الرياضة الأكثر شعبية الواجب مشاهدتها على شاشات التلفزيون، تُشاهد البطولات الدولية الكبرى مثل كأس العالم والبطولات الأوروبية، وكذلك الدوريات الأوروبية الكبرى الحاصلة على تغطية واسعة النطاق.

### كرة الريشة
تحظى كرة الريشة بشعبية جارفة في الصين بفضل بساطتها النسبية في الاستخدام الترفيهي ومعداتها الرخيصة. كسب العديد من لاعبي كرة الريشة الصينية نجاحًا وشهرة عالميتين، لا سيما العديد من أصحاب الميداليات الذهبية في بطولة العالم لكرة الريشة. تُعد رياضة ترفيهية ومهنية مشهورة، مع بطولات الهواة في جميع أنحاء البلاد.

### لعبة الباندي
بدأت الصين برنامجًا من أجل تطوير لعبة الباندي عن طريق تنظيم أيام تعليمية في أورومتشي في يونيو 2009. لم تشارك الصين مثلما خُطط لها في دورة الألعاب الشتوية الآسيوية لعام 2011. ومع ذلك، شارك الفريق الصيني الخاص بلعبة الباندي في بطولة العالم لأول مرة في عام 2015. تستضيف مدينة هاربين القسم (بي) من بطولة 2018.
ظهر فريق الصين الوطني للسيدات لأول مرة في بطولة العالم عام 2016. استضافت شنغد بطولة 2018.
أعلنت الصين عن عزمها للمشاركة في كل من بطولة الرجال والسيدات في دورة الألعاب الشتوية لعام 2019.
تُعد الباندي ثاني أكبر الرياضات الشتوية في العالم من حيث الرياضيين المرخصين.